# Diskurz
Diskurz nebo také diskurs (z fr. discours, rozprava, přednáška, od lat. dis-currere, pobíhat sem a tam, rozebírat v řeči) znamená v běžné řeči rozpravu, pojednání nebo výklad o určitém tématu, a to buď ve formě dialogu několika mluvčích, nebo monologu. Jedná se o soubor výpovědí v určitém tématu. Neexistuje jeden diskurz. Každý diskurz má určitá pravidla a normy. Diskurzy se jednotlivě ovlivňují a regulují.
Speciální významy dostalo slovo diskurz po roce 1960 díky „teoriím diskurzu“ Michela Foucaulta a dalších.

## Diskurz ve filosofii
Vyjdeme-li ze slovníkových významů pojmu diskurz v angličtině a francouzštině (discourse, discours), dospějeme k modalitám jako rozhovor, vyprávění, diskuze, rozprava o nějakém tématu. V tomto obecném významu znali tento pojem již sofisté stejně jako Platón a Aristotelés. Díky Descartově Rozpravě o metodě se pojem diskurz/rozprava jakožto metodické uvažování stal známým ve filosofii.

### Diskurz v moderní filosofii
Při soustavném studiu starých textů si francouzský filosof Michel Foucault všiml, jak se liší jejich jazyk a jak se tento jazykový rozdíl projevuje i v tom, o čem se v různých dobách hovoří a o čem se nehovoří, případně co se o věcech dá a nedá říci. Každý jazykový projev vykazuje znaky svého kulturního prostředí a doby, jež se do jazyka promítají a zároveň působí jako odosobněná struktura řeči ovlivňující a omezující autora. Podobnou zkušenost zmínil už dříve Martin Heidegger a nazval ji těžko přeložitelným slovem „Geschick“, jakýsi „pokyn bytí“, který určuje náš pohled na skutečnost.
V moderní (zejména francouzské) filosofii a ve společenských vědách se dnes pojem diskurz často používá v tomto odlišném smyslu. Podle Foucaulta jde (zjednodušeně řečeno) o jistý způsob chápání a porozumění skutečnosti v určité epoše a oboru, který se charakteristickým způsobem promítá do jazyka a jeho možnosti tak podstatně ovlivňuje. „Diskurz je tedy to, co tvoří pozadí každé promluvy, která jej nutně „opakuje“, pohybuje se v prostoru jím vymezeném; je to zároveň to, co nám umožňuje mluvit, respektive co naše mluvení legitimizuje, a zároveň to, co nám týmž pohybem něco říct znemožňuje.“ Jedná se tedy o systém pravidel, který je určen zevnitř strukturací výpovědí a zvenčí se vymezuje vůči jiným diskurzům. I když se Foucaultova úvaha odehrává ve filosofické a nikoli lingvistické rovině, je do jisté míry obdobou jazykového relativismu amerických antropologů Sapira a Whorfa – přesvědčení o nepřeložitelné specifičnosti různých jazyků, které samy do značné míry určují, o čem a jak se v každém z nich dá hovořit.
Jinak chápou termín diskurz Karl-Otto Apel a Jürgen Habermas v rámci své „diskurzivní etiky“; jde podle nich o "formu komunikace oproštěnou od kontextů zkušenosti a jednání, diskuzi, v níž nejsou omezeni její účastníci tématy ani příspěvky, není v ní nátlak, jsou vyloučeny všechny motivy krom kooperativního hledání pravdy. Na základě těchto pravidel pak může být přijata rozumnou vůlí nějaká norma."

## Diskurz v lingvistice
Během 19. a začátkem 20. století se v lingvistice zkoumání postupně přesouvalo od nejnižších jazykových jednotek, jako je hláska, k jednotkám vyšším. V druhé polovině 20. století se v lingvistice začal prosazovat názor, že jako základ zkoumání není dostačující ani věta a měl by se jím stát celý text. Teun van Dijk zavedl pro označování jazykových útvarů nad úrovní věty právě pojem diskurz. Vstup diskurzu v tomto významu do lingvistiky byl odůvodňován potřebou zkoumat kontext jednotlivých výrazů, neboť každá nižší jazyková jednotka získává svůj význam pouze v rámci určitého textu.

## Diskurz v sociálních vědách
K rozšíření diskurzivního přístupu v sociálních vědách významně přispěl zakladatel strukturalismu, Ferdinand de Saussure. Jazyk pro něj není nástrojem předávání myšlenek, které vytvářejí, předávají si a modifikují autonomní subjekty, ale spíše formou, která se jakožto sociálně závazný fakt autonomně projevuje v jednotlivých řečových aktech.
Diskurz postupně získal svůj význam i v rámci současné sociální teorie. Můžeme se s ním setkat například u Anthonyho Giddense nebo Jürgena Habermase. Význam pojmu je tak stále rozmanitější, ale snad lze říci, že společným významem zůstává, že jde o verbalizované vědění, které je sdíleno (významy musí být sdíleny, aby byla vůbec možná komunikace). K tomuto rozšíření mimo oblast filosofie a vědy o jazyce došlo zejména díky Michelu Foucaltovi a také autorům hlásícím se ke kritické diskurzivní analýze nebo diskurzivní psychologii.

### Přístup kritické diskurzivní analýzy
Kritická diskurzivní analýza rozlišuje dva významy pojmu diskurz. Za prvé diskurz jakožto praxi nebo proces. Za druhé pak jakožto systém pravidel, tento význam je blíže tomu, jak diskurz stanovil Michel Foucault ve své Archeologii vědění (1969). Kritická diskurzivní analýza vidí oba významy jako navzájem spjaté aspekty jednoho fenoménu, kdy každá diskurzivní formace musí být produkována a reprodukována skrze praxi a chce oba tyto aspekty zkoumat současně. Analyzován je žánr projevů, jejich styl, slovník. Kritická diskurzivní analýza vychází z lingvistiky, přičemž se kriticky vymezuje vůči Foucaultově odtržení od diskurzivní praxe (odsud také bere kritická diskurzivní analýza přívlastek kritická ve svém názvu). V jejím rámci jsou prováděny podrobné analýzy použitých výrazů, gramatických tvarů a rétorických figur. Zkoumají se také použité metafory, jevy jako metonymie nebo synekdocha, anebo například používání aktivních nebo pasivních tvarů sloves.
Přes svou kritiku Foucaulta někteří autoři kritické diskursivní analýzy využívají jeho vybraných pojmů a konceptů. Například Norman Fairclough využívá Foucaultova konceptu řádu diskurzu, přičemž řád diskurzu chápe jako určitou konfiguraci žánrů, diskurzů a stylů, která konstituuje diskurzivní aspekt sítě sociálních praktik. Podle Fairclougha můžeme také nahlížet řády diskurzu jako sociální strukturování lingvistických variací nebo diferencí, přičemž v jazyce vždy existuje mnoho různých možností, ale volba mezi nimi je sociálně strukturovaná.

### Přístup diskurzivní psychologie
Diskursivní psychologie vychází z představy primárnosti diskurzivního subjektu. Jedná se o subjekt, který používá symboly, jejichž význam je funkcí jejich používání v diskurzu. V pojetí diskurzivní psychologie pojem diskurz zahrnuje jak symbolické interakce, tak i konvence a vztahy, ve kterých jsou tyto interakce vázané neformálními pravidly. Podle diskurzivní psychologie lidé užívají jazyk pro strategické konstruování verzí sociálního světa.
Například podle Williama Outhwaita jsou efektivními aktéry ve světě lidé. Oni dávají svému světu tvar. Vytvářejí přitom sociální struktury, o nichž se pak nesprávně domnívají, že jsou v nich lapeni. V tomto smyslu diskurz představuje svrchovanou realitu. Na rozdíl od Foucaulta nebo kritické diskurzivní analýzy se diskurzivní psychologie zaměřuje na jednání, a ne na myšlení.

## Diskurz v literárních vědách
V literárních vědách se pod slovem diskurz rozumí literární, filmové, divadelní a jiné zpracování příběhu.